# Томас Арнолд
Доктор Томас Арнолд (англ. Thomas Arnold; 13 червня 1795, Каус - 12 червня 1842, Рагбі) — англійський педагог і фахівець з античності та реформатор освітньої системи. Батько поета Метью Арнолда, прадід Олдоса Хакслі.
Його спадщина включає кілька томів проповідей та «Історію Риму» (1838-1843).
Вважається "батьком" слова спорт у його сучасному значенні.

## Життєпис
Народився 13 червня 1795 в місті Каус, Великобританія. Навчався у вінчестерській школі.
В Оксфорді вивчав давніх істориків та філософів.
З 1819 жив у Лельгемі, де почав складання словника з творчості філософа Фукідіда, який видав в Оксфорді в трьох томах в 1830-1835.

### Директор школи
Наприкінці 1827 стає директором закритої школи Регбі в Регбі. У той час школа переживала не найкращі часи, коли учні головним чином вивчали латинську та грецьку мови. У 1828 посвячений у пастори.
Він запровадив вивчення історії, географії, французької та німецької мов. Він намагався привчити учнів до самостійного мислення та судження, розвинути їхню моральність.
Надав особливу допомогу реформі шкільної системи Великобританії. Модель регбійської школи стала зразковою та стала стимулом для інших шкіл.
Арнольд також сприяв заснуванню ремісничих та освітніх спілок.

### Переїзд в Оксфорд та кончина
У грудні 1841 запрошений в Оксфорд, де успішно читав лекції.
Раптова кончина наздогнала 12 червня 1842 в місті Рагбі. Він так і не зміг закінчити працю «Історія Риму» у чотирьох томах.

## Праці
- "History of Rome" (1-4 т.)[7]